# Parlament de Nova Zelanda
El Parlament de Nova Zelanda (en maori: Pāremata Aotearoa; en anglès: Parliament of New Zealand) consisteix del monarca de Nova Zelanda i de la Cambra de Representants de Nova Zelanda i, fins al 1951, el Consell Legislatiu de Nova Zelanda. La Cambra de Representants sovint se li refereix com a «parlament». Fins al 1986 el nom formal del Parlament de Nova Zelanda era l'Assemblea General de Nova Zelanda.
La Cambra de Representants usualment té 120 membres (diputats), ocasionalment més a causa d'escons sobresortits. 70 diputats són elegits directament en circumscripcions electorals i els que queden són diputats de llista els quals són basats en els vots per partit rebuts per cada partit i les seves llistes electorals. Nova Zelanda té sufragi universal —però no permet votar als presoners o els que prèviament han estat presoners. La formació del govern neozelandès essencialment utilitza el sistema de govern Westminster; el govern és liderat pel primer ministre i el gabinet qui són elegits pels diputats de la Cambra de Representants.
La Cambra de Representants es reuneix als Edificis del Parlament localitzats a Wellington, la capital de Nova Zelanda des de 1865.

## Història
El parlament fou establert per l'acta New Zealand Constitution Act 1852 (Acta Constitucional de Nova Zelanda de 1852), la qual establia una legislatura bicameral oficialment anomenada Assemblea General, però popularment coneguda com a Parlament. Això produí un parlament molt similar al britànic, amb una cambra baixa —la Cambra de Representants— i una cambra alta —el Consell Legislatiu. Els membres de la Cambra de Representants eren elegits utilitzant el sistema electoral d'escrutini uninominal majoritari, mentre que els membres del Consell eren nomenats pel Governador. Originalment els consellers (és a dir, els diputats del Consell Legislatiu) eren nomenats de per vida, però més tard els terminis per cada conseller eren de set anys. El 1951 el Consell va ser abolit, fent la legislatura neozelandesa unicameral.

## Legislatures
El parlament actual es troba en la cinquanta-tresena legislatura.
| Legislatura                             | Eleccions         | Govern                                |
| --------------------------------------- | ----------------- | ------------------------------------- |
| Era prepartit                           |                   |                                       |
| Primera legislatura                     | Eleccions de 1853 | Sense partits                         |
| Segona legislatura                      | Eleccions de 1855 | Sense partits                         |
| Tercera legislatura                     | Eleccions de 1860 | Sense partits                         |
| Quarta legislatura                      | Eleccions de 1866 | Sense partits                         |
| Cinquena legislatura                    | Eleccions de 1871 | Sense partits                         |
| Sisena legislatura                      | Eleccions de 1875 | Sense partits                         |
| Setena legislatura                      | Eleccions de 1879 | Sense partits                         |
| Vuitena legislatura                     | Eleccions de 1881 | Sense partits                         |
| Novena legislatura                      | Eleccions de 1884 | Sense partits                         |
| Desena legislatura                      | Eleccions de 1887 | Sense partits                         |
| Era Liberal                             |                   |                                       |
| Onzena legislatura                      | Eleccions de 1890 | Govern Liberal                        |
| Dotzena legislatura                     | Eleccions de 1893 | Govern Liberal                        |
| Tretzena legislatura                    | Eleccions de 1896 | Govern Liberal                        |
| Catorzena legislatura                   | Eleccions de 1899 | Govern Liberal                        |
| Quinzena legislatura                    | Eleccions de 1902 | Govern Liberal                        |
| Setzena legislatura                     | Eleccions de 1905 | Govern Liberal                        |
| Dissetena legislatura                   | Eleccions de 1908 | Govern Liberal                        |
| Era multipartit                         |                   |                                       |
| Divuitena legislatura                   | Eleccions de 1911 | Govern Reformador                     |
| Dinovena legislatura                    | Eleccions de 1914 | Govern Reformador                     |
| Vintena legislatura                     | Eleccions de 1919 | Govern Reformador                     |
| Vint-i-unena legislatura                | Eleccions de 1922 | Govern Reformador                     |
| Vint-i-dosena legislatura               | Eleccions de 1925 | Govern Reformador                     |
| Vint-i-tresena legislatura              | Eleccions de 1928 | Govern Unit                           |
| Vint-i-quatrena legislatura             | Eleccions de 1931 | Govern coalició Unit-Reformador       |
| Vint-i-cinquena legislatura             | Eleccions de 1935 | Primer govern Laborista               |
| Era bipartidista                        |                   |                                       |
| Vint-i-sisena legislatura               | Eleccions de 1938 | Primer govern Laborista               |
| Vint-i-setena legislatura               | Eleccions de 1943 | Primer govern Laborista               |
| Vint-i-vuitena legislatura              | Eleccions de 1946 | Primer govern Laborista               |
| Vint-i-novena legislatura               | Eleccions de 1949 | Primer govern Nacional                |
| Trentena legislatura                    | Eleccions de 1951 | Primer govern Nacional                |
| Trenta-unena legislatura                | Eleccions de 1954 | Primer govern Nacional                |
| Trenta-dosena legislatura               | Eleccions de 1957 | Segon govern Laborista                |
| Trenta-tresena legislatura              | Eleccions de 1960 | Segon govern Nacional                 |
| Trenta-quatrena legislatura             | Eleccions de 1963 | Segon govern Nacional                 |
| Trenta-cinquena legislatura             | Eleccions de 1966 | Segon govern Nacional                 |
| Trenta-sisena legislatura               | Eleccions de 1969 | Segon govern Nacional                 |
| Trenta-setena legislatura               | Eleccions de 1972 | Tercer govern Laborista               |
| Trenta-vuitena legislatura              | Eleccions de 1975 | Tercer govern Nacional                |
| Trenta-novena legislatura               | Eleccions de 1978 | Tercer govern Nacional                |
| Quarantena legislatura                  | Eleccions de 1981 | Tercer govern Nacional                |
| Quaranta-unena legislatura              | Eleccions de 1984 | Quart govern Laborista                |
| Quaranta-doesena legislatura            | Eleccions de 1987 | Quart govern Laborista                |
| Quaranta-tresena legislatura            | Eleccions de 1990 | Quart govern Nacional                 |
| Quaranta-quatrena legislatura           | Eleccions de 1993 | Quart govern Nacional                 |
| Era de representació proporcional mixta |                   |                                       |
| Quaranta-cinquena legislatura           | Eleccions de 1996 | Quart govern Nacional (en coalició)   |
| Quaranta-sisena legislatura             | Eleccions de 1999 | Cinquè govern Laborista (en coalició) |
| Quaranta-setena legislatura             | Eleccions de 2002 | Cinquè govern Laborista (en coalició) |
| Quaranta-vuitena legislatura            | Eleccions de 2005 | Cinquè govern Laborista (en coalició) |
| Quaranta-novena legislatura             | Eleccions de 2008 | Cinquè govern Nacional (en coalició)  |
| Cinquantena legislatura                 | Eleccions de 2011 | Cinquè govern Nacional (en coalició)  |
| Cinquanta-unena legislatura             | Eleccions de 2014 | Cinquè govern Nacional (en coalició)  |
| Cinquanta-dosena legislatura            | Eleccions de 2017 | Sisè govern Laborista (en coalició)   |
| Cinquanta-tresena legislatura           | Eleccions de 2020 | Sisè govern Laborista                 |